# Mike Jenkins
Mike Jenkins, ps. M (ur. 3 listopada 1982 w Westminster, zm. 28 listopada 2013) – amerykański strongman.
Mistrz Świata Siłaczy Niezawodowych 2010.

## Życiorys
Mike Jenkins trenował futbol amerykański. W 2007 zadebiutował w zawodach siłaczy.
6 marca 2010 wygrał pierwsze Mistrzostwa Świata Siłaczy Niezawodowych, rozgrywane w Columbus (USA). Dodatkową nagrodą za zwycięstwo było zaproszenie do udziału w następnym roku, w profesjonalnych zawodach Arnold Strongman Classic 2011.
Mieszkał w Baltimore. Zmarł z powodu powiększonego serca spowodowanego długotrwałym stosowaniem sterydów.
Wymiary:
- wzrost 198 cm
- waga 159 – 173 kg

## Osiągnięcia strongman
- 2007
  - 1. miejsce – Mistrzostwa Maryland Strongman
- 2010
  - 1. miejsce – Mistrzostwa Świata Siłaczy Niezawodowych 2010, USA
  - 2. miejsce – Mistrzostwa USA Strongman 2010
- 2011
  - 2. miejsce – Arnold Strongman Classic 2011, USA